# Martanesh
Martanesh är en kommundel och tidigare kommun i Dibër prefektur i Albanien i den centrala delen av landet, 30 km öster om huvudstaden Tirana.
Omgivningarna runt Martanesh är en mosaik av jordbruksmark och naturlig växtlighet.  Runt Martanesh är det ganska tätbefolkat, med 67 invånare per kvadratkilometer.